# Antonio Tajani
Antonio Tajani (født 4. august 1953 i Rom) er en italiensk politiker, journalist og tidligere officer i det italienske luftvåben, som har været Italiens vicepremierminister og udenrigsminister siden 22. oktober 2022. Han var formand for Europa-Parlamentet fra 2017 til 2019, Europa-Kommissær fra 2008 til 2014 og medlem af Europa-Parlamentet fra 1994 til 2008 og igen fra 2014 til 2022, indtil han blev valgt ind i det italienske deputeretkammer.
Han var med til at stifte partiet Forza Italia i 1994 og derefter regional koordinator for partiet i Lazio fra 1994 til 2005.
Fra 2008 til 2010 var han næstformand og transportkommissær i den første Barroso-kommissionen, og fra 2010 til 2014 var han næstformand og kommissær for erhvervsliv og iværksætteri i Barrosos anden kommission.
Efter Silvio Berlusconis død 15. juli 2023 blev Tajani udnævnt til sekretær for Forza Italia og blev partiets leder.
Tajani besidder en bred europæisk erfaring. Han har udtrykt stærk interesse for transportsektoren med speciel fokus på flytransport, klima og trans-europæisk infrastruktur.[kilde mangler]
I et brev dateret 12. februar 2013 advarede miljøkommissær Janez Potočnik Tajani om "udbredte bekymringer om, at [bilers] ydeevne er blevet skræddersyet til at overholde testcyklussen uden hensyntagen til den dramatiske stigning i emissioner uden for dette snævre område." Tajani afviste at reagere eller rapportere om Potočniks bekymringer, indtil Volkswagen-emissionsskandalen bekræftede kommissærens bekymringer i 2015. Ved den efterfølgende EMIS-høring om emnet hævdede Tajani, at han ikke var blevet informeret om problemet på daværende tidspunkt.